# Johan Adolf van Nassau-Usingen
Johan Adolf van Nassau-Usingen (Biebrich 19 juli 1740 - Wiesbaden 10 december 1793) was generaal in Franse en Pruisische dienst. Hij stamt uit de Walramse Linie van het Huis Nassau.

## Biografie
Johan Adolf was de derde en jongste zoon van vorst Karel van Nassau-Usingen en Christiane Wilhelmina van Saksen-Eisenach, dochter van hertog Johan Willem van Saksen-Eisenach en Magdalene Sibylle van Saksen-Weissenfels.
In 1749 ging Johan Adolf met zijn oudere broers naar de Nederlanden. Hij verbleef drie jaar voor zijn opleiding in Utrecht. In 1752 trad hij in Franse dienst en werd kolonel. Hij ontving het regiment infanterie van de graaf von Fersen. In 1758 verruilde hij dat voor het regiment cavalerie Nassau-Saarbrücken.
Tijdens de Zevenjarige Oorlog was hij van 1757 tot 1761 met de Franse troepen in Duitsland. Hij was aanwezig bij de veldslagen bij Hastenbeck, Sandershausen, Lutterberg, Bergen en Minden, verder bij de belegering van Kassel en Wolfenbüttel, evenals bij de gevechten bij Grüneberg en Amöneburg. In de Slag bij Sandershausen werd hij in de linkerschouder geraakt.
In 1760 kreeg Johan Adolf de Orde Pour le Mérite militaire. In 1761 werd hij brigadegeneraal van de cavalerie en in 1762 maréchal de camp. In 1763 ontving hij de Paltse Hubertus Orde.
In 1764 trad Johan Adolf in Pruisische dienst onder koning Frederik II. Johan Adolf werd generaal-majoor en ontving het regiment fuseliers nr. 47 (Grabow). In de Beierse Successieoorlog was hij bij het leger van prins Hendrik van Pruisen ingedeeld. Op 11 januari 1777 werd Johan Adolf luitenant-generaal. Hij werd beschuldigd van het verduisteren van legerfondsen, waarop hij op 25 november 1778 verontwaardigd de dienst verliet.
Johan Adolf was gehuwd met Carolina Wilhelmina Freiin von Reischach zum Reichenstein (1740–1804).
Johan Adolf overleed in Wiesbaden in 1793 en werd begraven in de Laurentiuskerk te Usingen.

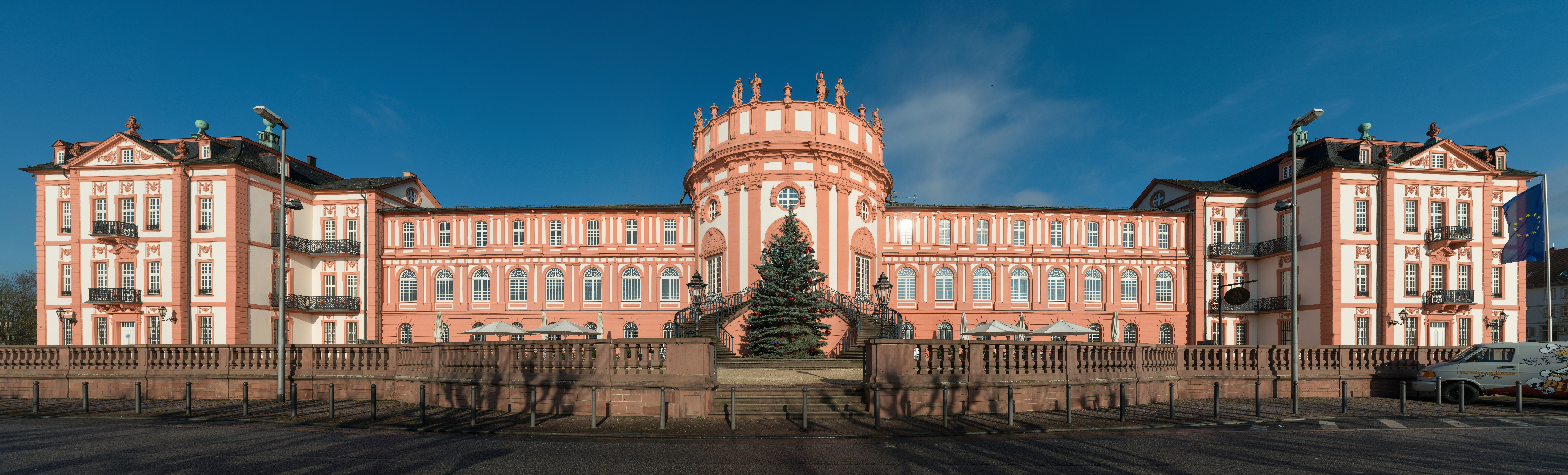
Slot Biebrich
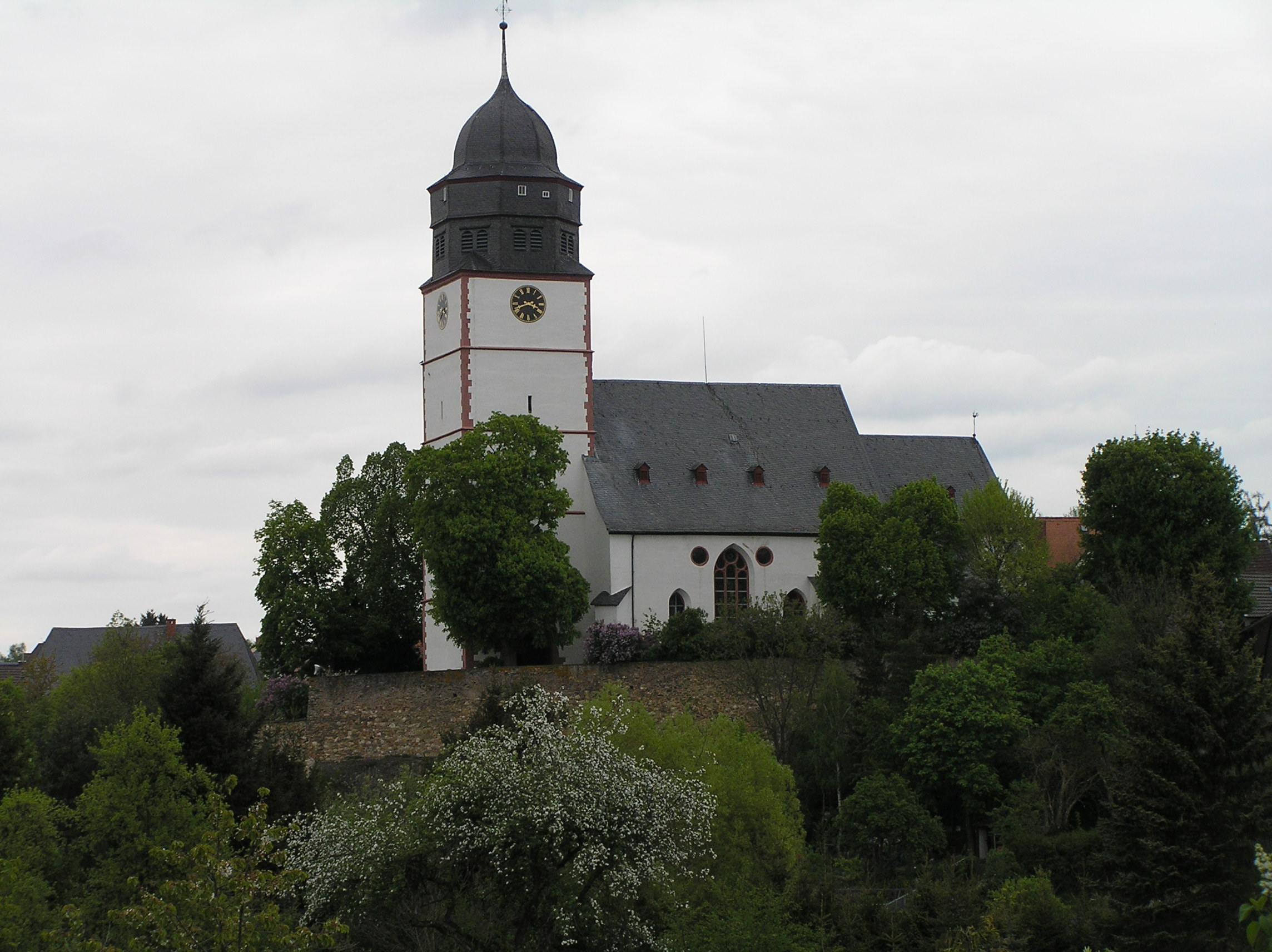
Laurentiuskerk, Usingen